# Posidonia angustifolia
Posidonia angustifolia är en enhjärtbladig växtart som beskrevs av Cambridge och J.Kuo. Posidonia angustifolia ingår i släktet Posidonia och familjen Posidoniaceae. IUCN kategoriserar arten globalt som livskraftig. Inga underarter finns listade.